# 池内万作
池内 万作（いけうち まんさく、1972年3月27日 - ）は、日本の俳優。東京都出身。血液型はO型。身長180cm、体重67kg。父は伊丹十三、母は宮本信子。祖父は伊丹万作。大江健三郎は叔父。東宝芸能所属。

## 来歴
1991年にアメリカペディースクール（NJ）を卒業後、イギリスロンドンへ渡り、リー・ストラスバーグ校にて3年間、演技と作劇を学ぶ。1994年から日本で俳優として活動を開始し、1995年に映画『君を忘れない』でデビュー。
2002年からは『こちら本池上署』にレギュラー出演した。

## 人物
趣味は旅行、読書、ドライブ、バイク。特技は英語。

## 出演

### テレビドラマ

#### NHK
- 夢暦長崎奉行（1996年） - 彭城大次郎
- 連続テレビ小説
  - あぐり（1997年） - 福沢南
  - どんど晴れ（2007年） - 西田一敏
  - らんまん（2023年5月12日 - ） - 阿部文太[3]
- 新 花へんろ 〜風の昭和日記〜（1997年） - 越智勝利
- 大河ドラマ
  - 利家とまつ〜加賀百万石物語〜（2002年） - 豊臣秀次
  - 龍馬伝（2010年） - 三条実美
  - 青天を衝け（2021年） - 栗本鋤雲
  - どうする家康（2023年） - 小西行長[4]
- 茂七の事件簿 新ふしぎ草紙（2002年） - 新吉
- 風子のラーメン（2003年） - 藤島悟郎
- ミニモニ。でブレーメンの音楽隊（2004年） - 熊谷正道
- 感染爆発〜パンデミック・フルー（2008年）
- 鎌倉河岸捕物控（2010年） - 市川金之丞
- 日本のいちばん長い夏（2010年） - 半藤一利
- 新選組血風録（2011年） - 大高忠兵衛
- 恋愛検定（2012年） - 池脇裕作
- 妻たちの新幹線（2014年） - 松平精作
- 銀漢の賦（2015年） - 松平定信
- 美女と男子（2015年） - 華本清志
- デザイナーベイビー - 速水刑事、産休前の難事件 -（2015年9月22日 - 11月10日） - 近森博
- 最後のレストラン（2016年） - 坂本龍馬
- サギデカ 最終回「信じるもの」（2019年9月28日） - 写真記者・井上
- 卒業タイムリミット（2022年4月4日 - 5月12日）- 野上厚

#### 日本テレビ
- 金田一少年の事件簿（1995 - 1996年） - 明智健悟
- ナチュラル 愛のゆくえ（1996年） - 橋爪貢
- ティーンコート（2012年） - 加賀政利
- D×D（1997年）
- チート〜詐欺師の皆さん、ご注意ください〜（2019年10月3日 - 12月5日、読売テレビ） - 謎の占い師 / 星野稔
- 火曜サスペンス劇場
  - 「刑事・鬼貫八郎13」（2001年） - 安田刑事
  - 「浅見光彦スペシャル 貴賓室の怪人」（2002年） - 村田満
  - 「軽井沢ミステリー6」（2004年） - 田辺裕治
  - 「警部補 佃次郎21」（2005年） - 堀祐一郎
- DRAMA COMPLEX
  - 「ふたつの祖国」（2005年） - パク・ヨンジン
  - 「銭華2」（2007年） - 阿部祥三
  - 「女検事・霞夕子2」（2007年） - 寺山実

#### TBS
- こちら本池上署 - 相馬俊彦
  - 第1シリーズ（2002年7月8日 - 9月16日）
  - 第2シリーズ（2003年4月14日 - 7月21日）
  - 第3シリーズ（2004年1月12日 - 3月22日）
  - 第4シリーズ（2004年10月11日 - 12月27日）
  - 第5シリーズ（2005年6月13日 - 9月12日）
- 松本清張サスペンス特別企画「霧の旗」（2003年） - 柳田正夫
- 家栽の人（2004年） - 橋本壮一
- 孤独の賭け〜愛しき人よ〜（2007年） - 岩沢秀一
- 怪盗ロワイヤル（2011年） - 蛭田賢斗
- ハンチョウ〜警視庁安積班〜（2012年） - 矢口優
- スープカレー（2012年） - 山下幸四郎
- 月曜ドラマスペシャル→月曜ミステリー劇場→月曜ゴールデン→月曜名作劇場→ドラマ特別企画
  - 前世の女（1999年7月26日） - 野中武
  - 女タクシードライバーの事件日誌2「作られた目撃者」（2004年7月26日） - 熊井啓二
  - 棟居刑事シリーズ4「復讐」（2004年12月20日） - 大江雅弘（瀬田幸一）
  - 十津川警部シリーズ44「特急ソニック殺人事件〜十年目の真実〜」（2011年4月11日） - 山脇浩
  - 美食カメラマン 星井裕の事件簿3「京都嵐山 桜紋様の殺人」（2012年6月25日） - 辻川ミゲル
  - 狩矢警部シリーズ13「京都人形浄瑠璃殺人事件」（2014年3月3日） - 姉小路純一
  - 警視庁機動捜査隊216 - 松岡良介
    - 警視庁機動捜査隊216V「まだ見ぬ夜明け」（2015年12月21日）
    - 警視庁機動捜査隊216VI「絶てない鎖」（2016年9月12日）
    - 警視庁機動捜査隊216VII「悪意の果て」（2017年6月5日）
    - 警視庁機動捜査隊216VIII「傷痕」（2017年9月4日）
    - 警視庁機動捜査隊216IX「硝子の絆」（2018年6月18日）
    - 警視庁機動捜査隊216X「引鉄」（2019年4月1日）

  - 駅弁刑事・神保徳之助11（2017年1月30日） - 五十嵐和也
- 危険なビーナス（2020年10月11日 - 12月13日） - 矢神牧雄[5]

#### フジテレビ
- まだ恋は始まらない（1995年） - 早野伸司 役
- 踊る大捜査線 秋の犯罪撲滅スペシャル（1998年） - 南警部補 役
- 御家人斬九郎 第4シリーズ - 中山小四郎 役
- リング（1999年） - 阿部助手
- 涙をふいて（2000年） - 早乙女先生 役
- 盤嶽の一生 第7話「じゃじゃ馬馴らし（2002年）  - 長太郎 役
- 劇団演技者。（2005年） - 生島哲夫 役
- 女王蜂（2006年） - 駒井泰次郎 役
- 結婚しない（2012年） - 浅生隆史 役
- リーガルハイ（2013年） - 宇田川栄一 役
- チーム・バチスタ4 螺鈿迷宮（2014年） - 小幡剣 役
- 嫌われる勇気（2017年） - 稲葉聡 役
- トレース〜科捜研の男〜（2019年） - 西内智幸 役
- ミステリと言う勿れ（2022年） - 蔦薫平 役
- モンスター 第4話（2024年11月4日、関西テレビ） - 瀬川清 役[6]
- 僕達はまだその星の校則を知らない 第5話・第6話（2025年8月11日・18日、関西テレビ） - 有島一彦 役[7]
- 金曜エンタテイメント
  - 「美人三姉妹温泉芸者が行く!」（1996 - 1997年） - 前島京平
- 金曜プレステージ
  - 「津軽海峡ミステリー航路7」（2008年） - 若松歳也
  - 「医療捜査官 財前一二三2」（2011年） - 坂巻直人
  - 「推理作家・池加代子1」（2012年） - 泉智幸

#### テレビ朝日
- はみだし刑事情熱系 PART2 第1話「東京〜札幌〜小樽 愛と復讐の銃弾」（1997年10月8日） - 小沢文人
- トリック（2002年） - 岡本宏
- 仮面ライダーディケイド - ワタルの父
  - 第4話「第二楽章・キバの王子」（2009年2月15日）
  - 第5話「かみつき王の資格」（2009年2月22日）
- ホンボシ〜心理特捜事件簿〜 第4話「京都殺人同窓会!! 不倫と嫉妬と復讐の関係図」（2011年2月10日） - 関口俊二
- 京都地検の女 第7シリーズ 第1話「恋人殺しの罠…それは運命の雪夜から始まった！京都〜琵琶湖〜大阪、四人の男女をつなぐ愛欲の相関図!!」（2011年7月7日） - 玉田光彦
- 相棒
  - season10 第1話「贖罪」（2011年10月19日） - 城戸充
  - season17 第17話「倫敦からの刺客」（2019年2月27日） - 立入章
- 刑事魂（2012年） - 両角大樹
- 警視庁捜査一課9係 season7 最終話「殺人オーケストラ」（2012年9月5日） - 佐久間真一
- 科捜研の女
  - Season 13 第13話「美人すぎる仲居殺人 残された灰の謎!? 広報警官の闇！漏洩した捜査情報!!」（2014年2月20日） - 紀沢武明
  - Season 19 - 鳴海信二
    - 第17話「妻と愛人の事件簿」（2019年10月17日）
    - 第18話「人質志望の女」（2019年10月24日）
- 天使と悪魔-未解決事件匿名交渉課- CASE 3「エリート官僚怪死」（2015年4月25日） - 金森淳
- 警視庁・捜査一課長 season1 第4話「潮干狩り中の留守宅殺人!? 神津島から180キロ移動した死体の謎」（2016年5月5日） - 高井和彦
- 刑事7人 シーズン2 第3話「地上145メートル密室からの脱出!! 爆弾に繋がれた命の期限」（2016年7月27日） - 加地遼一
- 女囚セブン（2017年） - 恩田健郎
- ドラマスペシャル・検事・佐方～裁きを望む～（2019年12月26日） - 郷古勝哉
- 特捜9 Season3 第4話「殺人の城」（2020年4月29日） - 江上秀平
- 土曜ワイド劇場→土曜プライム・土曜ワイド劇場
  - 「三毛猫ホームズシリーズ」（1998年） - 梶井努
  - 「殺人披露宴」（1998年） - 東田陽一
  - 「終着駅シリーズ」（2000年） - 松平正彦
  - 西村京太郎トラベルミステリー
    - 西村京太郎トラベルミステリー35「宗谷本線殺人事件」（2001年3月10日） - 高田健
    - 西村京太郎トラベルミステリー62「寝台特急カシオペア&スーパーひたち連続殺人」（2014年7月12日） - 福沢明夫

  - 「ラーメン刑事「龍」の殺人推理3」（2002年） - 高原涼太
  - 京都南署鑑識ファイルシリーズ - 曽我部元春
    - 京都南署鑑識ファイル1（2005年10月29日）
    - 京都南署鑑識ファイル2（2005年12月10日）
    - 京都南署鑑識ファイル3（2006年11月4日）
    - 京都南署鑑識ファイル4（2009年7月25日）
    - 京都南署鑑識ファイル5（2010年11月6日）
    - 京都南署鑑識ファイル6（2011年8月13日）
    - 京都南署鑑識ファイル7（2012年7月29日）
    - 京都南署鑑識ファイル8（2014年6月14日）
    - 京都南署鑑識ファイル9（2015年6月20日）
    - 京都南署鑑識ファイル10（2016年4月2日）

  - 温泉 (秘) 大作戦10「豪雪青森・浅虫温泉！美人料理長が振舞う極上海の幸!! 老舗旅館に生まれた兄弟の壮絶人生と連続殺人の悲劇!!」（2011年） - 桜木修二
  - 検事・朝日奈耀子11（2011年） - 土屋誠一
  - デパート仕掛け人!天王寺珠美の殺人推理7「和菓子の老舗で連続殺人！美人店長は見た!! 一族経営の罠と野望に隠れた儚き復讐」（2014年） - 藤原亮祐
  - 司法教官・穂高美子3（2014年） - 飯島誠
- 日曜プライム
  - 逆転報道の女 FINAL（2020年） - 海老沼浩司

#### テレビ東京
- 人間の証明（2001年）
- 怨み屋本舗 (テレビドラマ)（2006年） - 宮野警視正
- マルホの女〜保険犯罪調査員〜 第6話「超秘密主義の男…ナゾの爆死！燃えた1000億円の発明品」（2014年5月23日） - 井川俊介
- 信長燃ゆ（2016年） - 細川藤孝
- 石川五右衛門（2016年） - 本庄茂平次
- 特命刑事 カクホの女 第1話「凸凹コンビ結成」（2018年1月19日） - 半野英明
- 恋のツキ（2018年7月） - 中村リョウタ[8]
- 女と愛とミステリー
  - 事件記者 浦上伸介1（2001年） - 山口健一
- 水曜ミステリー9
  - 食い道楽!出張料理人 亀崎源一（2006年） - 仲村恵介
  - 鉄道警察官・清村公三郎3（2006年） - 沼垂忠広
  - ドクター・ヨシカの犯罪カルテ2（2007年） - 森脇広志
  - 信濃のコロンボ事件ファイル17（2008年） - 若林圭吾
  - 湯けむりドクター華岡万里子の温泉事件簿4（2008年） - 辻村知基
  - 作家探偵・山村美紗1（2012年） - 岸本慎一郎
  - 嘘の証明 犯罪心理分析官・梶原圭子2（2013年） - 増田隆一
- 月曜プレミア8
  - ドンナビアンカ～刑事 魚住久江～（2020年10月5日） - 板倉敦士

#### WOWOW
- 犯人に告ぐ（2007年） - 小川かつお
- かなたの子（2013年） - 林田正典

#### その他
- びったれ!!!（2015年、テレビ神奈川） - 相羽
- NHKスペシャル「運慶と快慶 新発見！幻の傑作」（2019年、NHK総合）
- あせとせっけん（2022年、MBS）- 大蔵仁

### ウェブテレビ
- 全裸監督（2019年8月全話配信、Netflix）2、3話
- パンドラの果実〜科学犯罪捜査ファイル〜 Season2（2022年6月25日 - 、Hulu） - 手塚祿郎 役[9]

### 映画
- 君を忘れない（1995年） - 佐伯正義
- SADA〜戯作・阿部定の生涯（1998年） - 斉藤敏彦
- 絆 -きずな-（1998年） - 大久保刑事
- ゴジラ×メガギラス G消滅作戦（2000年） - 美馬和男[2]
- 光の雨（2001年） - 玉井潔
- 宣戦布告（2002年） - 李春植
- 突入せよ! あさま山荘事件（2002年） - 東野通信技官
- COSMIC RESCUE（2003年）
- 福耳（2003年）
- ココロとカラダ（2004年） - 西山俊介
- この世の外へ クラブ進駐軍（2004年） - 堅田常政
- カナリア（2004年）
- 亡国のイージス（2005年） - 服部駿
- 絶対恐怖 Booth ブース（2005年） - 山本
- 犬神家の一族（2006年） - 犬神佐智
- Jumper（2007年）
- 真・女立喰師列伝（2007年） - 岡林耕造
- 犯人に告ぐ（2007年） - 小川かつお
- 陰日向に咲く（2008年）
- 能登の花ヨメ（2008年） - 竹原紘一
- 春色のスープ（2008年） - 松浦透
- さまよう刃（2009年） - 田中刑事
- 悪人（2010年） - 久保刑事
- この空の花 長岡花火物語（2012年） - 三島貴
- 寄生獣（2014年） - A（警察官）
- フローレンスは眠る（2016年） - 佐藤雅彦[10]
- 猫カフェ（2018年） - 小手川勇作
- キュクロプス（2018年） - 篠原洋介
- タロウのバカ（2019年）
- るろうに剣心 最終章 The Beginning（2021年） - 片貝

### 舞台
- 劇的朗読劇 「苦情の手紙」（2007年）
- クラウディアからの手紙（2006年）
- 鉄道員（2000年）

### ラジオ
- FMシアター　オーディオドラマ（NHK-FM）
  - ヴァイブレータ（1999年7月31日） - 岡部 役[11]
  - あの夏の想い出（2000年1月29日）[12]
  - 小指の思ひ出（2002年3月23日）[13]
  - ケンタウルスの死（2008年1月12日）[14]
  - キャパになれなかったカメラマン～ベトナム戦争の語り部たち（2010年9月11・18日） - 沢田教一 役[15]
  - 海霧（うみぎり）の墓（2012年5月26日） - 伊藤勝年 役[16]
  - 異国の太鼓（2012年9月8日） - 松崎 役[17]
- 青春アドベンチャー　スーツケース・キッド〜バイバイわたしのおうち〜（2011年7月18日 - 22日、NHK-FM）[18]

### CM
- AEON
- ACジャパン
- 三井不動産
- マクドナルド「ごはんチキンタツタ」

### ゲーム
- 春ゆきてレトロチカ（2022年5月12日） - 草刈孟彦 / 後藤銀作 / 尾藤文太郎 / 四十間元永 役